# لنفوم سلول منتل
لنفوم سلول مانتل (MCL) یک نوع لنفوم غیر هوچکین (NHL) است که دربرگیرنده حدود ۶ درصد از مبتلایان به NHL است. در حدود ۱۵۰۰۰ بیمار مبتلا به این لنفوم در حال حاضر در ایالات متحده آمریکا هستند.
لنفوم سلول مانتل یک زیرگروه از لنفوم با منشا سلول بی است.

## علائم
در هنگام تشخیص، بیماران به‌طور معمول در دهه ۶۰ از سن هستند که به پزشک خود با بیماری پیشرفت کرده مراجعه می‌کنند. حدود نیمی از آنها یا تب و تعریق شبانه یا کاهش وزن بی‌دلیل دارند. (بیش از ۱۰٪ وزن بدن). بزرگ شدن غدد لنفاوی (به عنوان مثال «برآمدگی» در گردن و زیر بغل یا کشاله ران) یا بزرگ‌طحالی معمولاً در حال مشاهده می‌شوند. درگیر شدنمغز استخوان و کبد و دستگاه گوارش نسبتاً در اوایل دوره بیماری رخ می‌دهد.

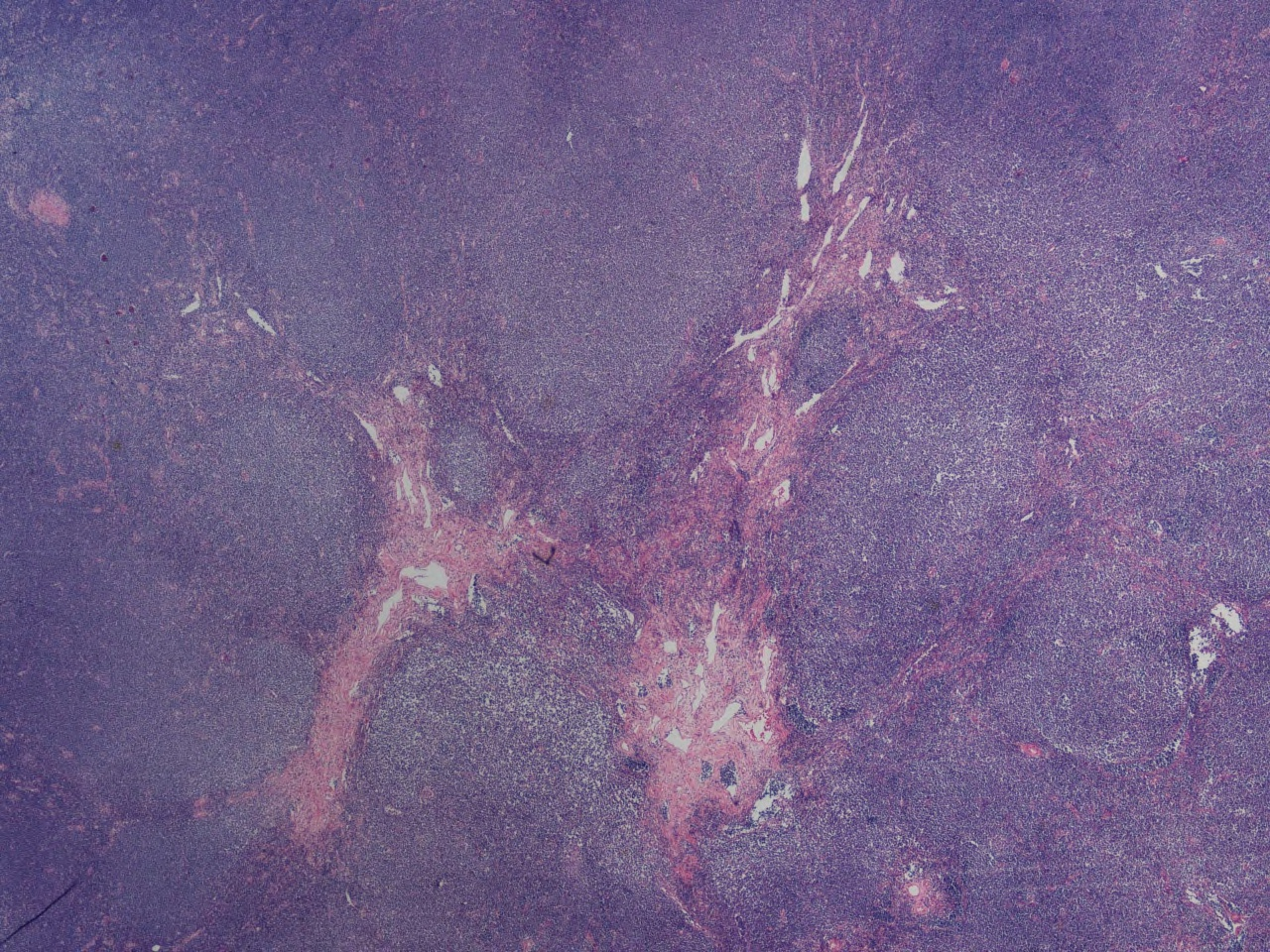
غدد لنفاوی با لنفوم سلول مانتل (low power view, H&E)

## اپیدمیولوژی
حدود ۶٪ از موارد لنفوم غیر هوچکین لنفوم سلول مانتل است. در سال ۲۰۱۵ نسبت مردان به زنان مبتلا ۴:۱ است.